# Bravo Air Congo
Bravo Air Congo – kongijska linia lotnicza z siedzibą w Kinszasie. Głównym węzłem jest port lotniczy Kinszasa.
Kierunki lotów międzynarodowych:
- Bangui
- Brazzaville
- Bruksela
- Johannesburg
- Lagos
- Madryt
- Nairobi
- Paryż (Charles de Gaulle International Airport)
- Pointe-Noire

W sumie są to 23 kierunki lotów, które obsługuje 5 samolotów.